# أكينو
أكينو (بالإيطالية: Aquino)‏ هي بلدية في مقاطعة فروزينوني في إقليم لاتسيو الإيطالي.

## السكان
في سنة 1861 بلغ عدد السكان 1٬859 نسمة، وتطور العدد ليصل في سنة 2011 لـ 5٬309 نسمة.
يظهر هذا المخطط البياني تطور النمو السكاني لـ أكينو

## أعلام
- جوفينال